# Boris Naděždin
Boris Borisovič Nadeždin (* 26. dubna 1963, Taškent, Uzbecká SSR) je ruský politik, v letech 2000 až 2003 byl poslancem ruské Státní dumy.
Byl členem strany Svaz pravicových sil, vedené později zavražděným politikem Borisem Němcovem a rozpuštěné r. 2008.
V září 2022, když byla ruská vojska nucena ustoupit z ukrajinské Charkovské oblasti, kritizoval ruskou válečnou strategii a činnost zpravodajských služeb. Prezidenta Vladimira Putina podle něj uvedly v omyl, když mu tvrdily, že odpor proti ruské invazi na Ukrajinu bude krátký a neúčinný. Porazit Ukrajinu se žoldnéři bez mobilizace metodami koloniální války je podle něj „absolutně nemožné“. Rusko podle něj má dvě možnosti: buď mobilizovat a vést skutečnou válku, anebo – což navrhuje on – zahájit jednání o ukončení války a pokračovat dál v politické rovině.

## Kandidatura v prezidentských volbách 2024

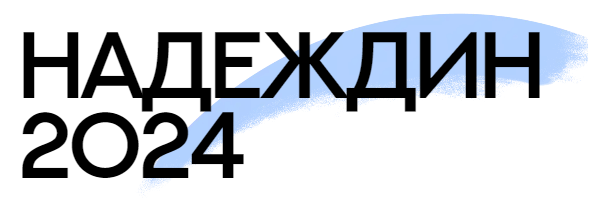

Na podzim 2023 se Naděždin rozhodl kandidovat v prezidentských volbách v březnu 2024. Podařilo se mu sesbírat 150 000 podpisů občanů. Kandiduje za Občanskou iniciativu.
Naděždin se jako jediný z uchazečů o tuto funkci vyslovil proti pokračování války na Ukrajině a kritizoval také Putina. Rozhodnutí rozpoutat válku označil za „fatální chybu“, Putin podle něj vede zemi „ke katastrofě“. Ukončení války označil jaho hlavní cíl ve svém volebním programu a chtěl zahájit nová mírová jednání s Ukrajinou a západními státy. Obvinil Putina, že zatáhl Rusko zpět do minulosti, a vyjádřil znepokojení nad tím, že Rusko se stává vazalem Číny poté, co bylo po invazi na Ukrajinu odříznuto od západních zemí.
V ruských státem kontrolovaných médiích byl Naděždin dlouho ignorován, ale poté co získal 105,000 podpisů na podporu své kandidatury se proti němu spustila štvavá kampaň. Kremelský propagandista a moderátor televize Rossija-1 Vladimir Solovjov dne 30. ledna 2024 prohlásil, že Naděždina kontrolují ukrajinské tajné služby, prozápadní ruští exulanti a stoupenci Alexeje Navalného, a obvinil ho, že je kandidátem „ukrajinských nacistů“. Solovjov také prohlásil, že ten „hlupák si neuvědomuje, že ho nečeká kandidatura na prezidenta, ale trestní řízení kvůli obvinění ze zrady vlasti.“
V lednu 2024, s odvoláním na anonymní zdroje z Kremlu, nezávislý zpravodajský kanál Vyorstka oznámil, že ústřední volební komise na příkaz Kremlu pravděpodobně odmítne Naděždinovu registraci kvůli jeho kritice Putina a protiválečným postojům. Koncem ledna 2024 zdroj z Putinovy administrativy řekl zpravodajskému serveru Meduza, že část ruských voličů si přeje konec války na Ukrajině a kandidát, který by otevřeně vystupoval proti válce by mohl získat „slušné procento“ hlasů, a to si Kreml nepřeje.
Ruská ústřední volební komise Naděždina v únoru 2024 odmítla zaregistrovat. Uznala mu jen zhruba 96 tisíc podpisů, potřeboval jich však 100 tisíc. Naděždin podal proti rozhodnutí dvě stížnosti, soud je však zamítl. Proti rozhodnutí se odvolal, nicméně uznal, že jeho šance soupeřit s Putinem ve volbách klesly „na nulu“. Po zamítnutí odvolání v březnu 2024 uvedl, že se obrátí na ústavní soud a dodal, že chce bojovat „až do konce“.